# Reggie Morris
Reggie Morris (n. 25 iunie 1886, New Jersey, SUA – d. 16 februarie 1928, Los Angeles, California, SUA) a fost un actor, regizor și scenarist american al erei filmului mut. A apărut în 46 de filme între 1913 și 1918. A regizat și 40 de filme între 1917 și 1927.
Morris s-a născut în New Jersey și a murit în Los Angeles, California, în urma unui atac de cord.

## Filmografie selectivă
- All for Science (1913)
- The Detective's Stratagem (1913)
- The Stopped Clock (1913)
- The Van Nostrand Tiara (1913)
- So Runs the Way (1913)
- The Law and His Son (1913)
- The Stolen Treaty (1913)
- A Social Cub (1916)
- Haystacks and Steeples (1916)
- The Danger Girl (1916)
- Hands Up! (1926) (doar povestea)
- A Girl in Every Port (1928) (harta rutieră)